# Андижан (футбольный клуб)
«Андижа́н» (узб. «Andijon» futbol klubi/«Андижон» футбол клуби) — узбекистанский футбольный клуб из одноимённого города, административного центра одноимённой области (вилоята).

## Названия
| Годы        | Название      |
| ----------- | ------------- |
| 1964—1967   | «Спартак»     |
| 1968—1969   | «Андижан»     |
| I круг 1970 | «Спартак»     |
| 1973—1983   | «Андижанец»   |
| 1983—1985   | «Текстильщик» |
| 1986—1988   | «Пахтакор»    |
| 1989—1990   | «Спартак»     |
| 1991—1996   | «Навруз»      |
| 1997—н. в.  | «Андижан»     |

## История
Клуб был основан в 1964 году под названием «Спартак». Без особых успехов выступал во Второй лиге СССР. В 1992—2004, 2006—2012 и 2014—2016 годах играл в Высшей лиге Узбекистана.
В сезоне-2018 занял 1-е место в Про-лиге Узбекистана. Ныне является участником Суперлиги Узбекистана — главного по уровню и значимости футбольного дивизиона страны.

## Достижения
5-е место в Супер лиге Узбекистана (2008).
1-е место в Про-лиге Узбекистана — 3 раза (2005, 2018, 2022).
2-е место в Про лиге Узбекистана (2013).
3-е место в Про лиге Узбекистана (2017).
Обладатель Кубка Узбекистана (2024)

## Главные тренеры
| Годы      | Главный тренер      |
| --------- | ------------------- |
| 1964      | Евгений Валицкий    |
| 1965—1966 | Владимир Десятчиков |
| 1967—1983 | нет данных          |
| 1984      | Александр Аверьянов |
| 1985      | нет данных          |
| 1986—1987 | Александр Аверьянов |
| 1988      | нет данных          |
| 1989      | Берадор Абдураимов  |
| 1989      | Игорь Фролов        |
| 1990      | Алексей Петрушин    |
| 1990      | Алексей Степанов    |
| 1991      | Юрий Хакимов        |
| 1991      | Рустам Османов      |
| 1992      | Карим Муминов       |
| 1992—1993 | Владимир Жуковский  |
| 1994—1996 | Искандер Галиулин   |
| 1996      | Бахром Хакимов      |
| 1997      | Виктор Борисов      |
| 1997—1999 | Сергей Шевченко     |
| 1999      | Борис Лавров        |
| 2000—2002 | Искандер Галиулин   |
| 2003      | Хаким Фузайлов      |
| 2004—2005 | нет данных          |
| 2006—2007 | Эдгар Гесс          |
| 2007      | Иштван Секеч        |
| 2007—2008 | Ориф Маматказин     |
| 2008      | Владимир Бондаренко |
| 2008—2009 | Ориф Маматказин     |
| 2010      | Амет Мемет          |
| 2011      | Ориф Маматказин     |
| 2011—2012 | Александр Аверьянов |
| 2012—2013 | Азамат Абдураимов   |
| 2014      | Ориф Маматказин     |
| 2014      | Сергей Шевченко     |
| 2014—2015 | Эдгар Гесс          |
| 2015—2016 | Сергей Ковшов       |
| 2016      | Бахтиёр Ашурматов   |
| 2017      | Усмон Тошев         |
| 2018—2019 | Ильдар Сакаев       |
| 2020      | Александр Хомяков   |
| 2020      | Бахтиёр Хамидулаев  |
| 2020      | Отабек Гуламходжаев |
| с 2021    | Виктор Кумыков      |

## Болельщики, принципиальные соперники, дерби, прозвища
У «Андижана» одна из самых больших армий болельщиков и фанатов в стране. Почти в каждом домашнем матче андижанцев стадион «Соглом Авлод», рассчитанный на 18 360 зрителей, заполняется до отказа.
Принципиальными соперниками «Андижана» являются ферганский «Нефтчи» и наманганский «Навбахор». Это главные команды 3-х соседствующих между собой демографически крупных регионов Узбекистана — Андижанской, Ферганской и Наманганской областей (вилоятов).
Все они расположены в Ферганской долине, которая считается одним из самых плодородных и живописных мест в Узбекистане и всей Средней Азии.
Соответственно, матчи между этими 3-мя клубами вызывают огромный интерес не только среди их болельщиков, но и любителей футбола со всего Узбекистана.
Это тройное противостояние называется «Де́рби доли́ны» (узб. Vodiy derbisi/Водий дербиси) и ведёт свою историю ещё с советских времён.
«Андижан» имеет множество прозвищ среди болельщиков. Наиболее распространённые — «Орлы́» (узб. Burgutlar/Бургутлар), «Андижанцы» (узб. Andijonliklar/Андижанцы), «Автомобилестроители» (узб. Avtomobilsozlar/Автомобилсозлар).